# Hemiphlebia mirabilis
Hemiphlebia mirabilis là một loài chuồn chuồn trong họ Hemiphlebiidae. Chúng là thành viên duy nhất trong chi Hemiphlebia và là loài đặc hữu của Úc.